# Asplenium schizophyllum
Asplenium schizophyllum là một loài dương xỉ trong họ Aspleniaceae. Loài này được C. Chr. mô tả khoa học đầu tiên.